# Oldenlandia banksii
Oldenlandia banksii är en måreväxtart som beskrevs av Adolph Daniel Edward Elmer. Oldenlandia banksii ingår i släktet Oldenlandia och familjen måreväxter.
Artens utbredningsområde är Filippinerna. Inga underarter finns listade i Catalogue of Life.